# Vía verde de Riotinto
La vía verde de Riotinto es una vía verde española situada en la provincia de Huelva, comunidad autónoma de Andalucía. Parte del municipio de Minas de Riotinto y finaliza en Valverde del Camino, siguiendo el antiguo trazado de varias líneas férreas hoy desaparecidas: el ferrocarril de Buitrón y el ferrocarril de Riotinto. El trazado de la actual vía verde tiene una longitud de unos 35 kilómetros y atraviesa varios municipios en su recorrido.

## Características
La vía verde tiene una longitud de 35 kilómetros y transcurre entre los municipios de Valverde del Camino y Minas de Riotinto. El firme del trazado está constituido por tierra sin acondicionar, habiendo varias infraestructuras a lo largo del camino. Constituye de hecho una prolongación de la vía verde de Molinos del Agua, la cual tiene su inicio en el municipio de San Juan del Puerto.